# Domburg (Städtebau)
Domburg nennt man in alten europäischen Bischofsstädten den Bereich rund um die Kathedralkirche, sofern dieser, wie meist, mit einer starken Mauerbefestigung umgeben und nur durch Wehrtore zugänglich war. In der Domburg befanden sich der Dom, dazu meist weitere Kirchen und Kapellen, die Bischofsresidenz, die Häuser der Domkapitulare sowie Werkstätten und Nutzgärten. Ihre Funktion als Bischofssitz und Verwaltungszentrum eines Bistums unterschied sie von der bloß dörflichen Kirchenburg.
Die Befestigung diente dem Schutz von Bischof, Domkapitel und Dienstleuten, aber auch als Zufluchtsort für die umwohnenden Handwerker und Händler. Der äußere Mauerring (Stadtmauer), der die gesamte Stadt schützte, entstand gewöhnlich erst nach der Domburg und blieb lange schwächer. Der so befestigte Dombereich war mit besonderen Privilegien (Gerichts- und Abgabefreiheiten) ausgestattet und heißt daher oft auch Domfreiheit. Er war der wichtigste Teil der Stadt.
Gut erkennbar ist der Bereich der alten Domburg z. B. noch in Münster, Paderborn, Hildesheim (Domhof), Trier (Domfreihof), Halberstadt und Naumburg (Domplatz, mit Zugang über "Hinter dem Dom"). Auch zu der Domburg in Bremen und der Hammaburg in Hamburg gibt es chronikalische und archäologische Zeugnisse.